# Llista d'asteroides/216401-216500
| Nom      | Designació provisional | Data de descobriment   | Lloc de descobriment | Descobridor/s                                              |
| -------- | ---------------------- | ---------------------- | -------------------- | ---------------------------------------------------------- |
| 216401 - | 2005 MM36              | 6 de març de 2008      | Kitt Peak            | Spacewatch                                                 |
| 216402 - | 2008 ET96              | 7 de març de 2008      | Mount Lemmon         | Mt. Lemmon Survey                                          |
| 216403 - | 2008 ER105             | 6 de març de 2008      | Mount Lemmon         | Mt. Lemmon Survey                                          |
| 216404 - | 2008 EY108             | 7 de març de 2008      | Mount Lemmon         | Mt. Lemmon Survey                                          |
| 216405 - | 2008 ER132             | 11 de març de 2008     | Mount Lemmon         | Mt. Lemmon Survey                                          |
| 216406 - | 2008 ES142             | 13 de març de 2008     | Kitt Peak            | Spacewatch                                                 |
| 216407 - | 2008 FP19              | 27 de març de 2008     | Kitt Peak            | Spacewatch                                                 |
| 216408 - | 2008 FT73              | 30 de març de 2008     | Catalina             | CSS                                                        |
| 216409 - | 2004 XP95              | 8 d'abril de 2008      | Mount Lemmon         | Mt. Lemmon Survey                                          |
| 216410 - | 1999 CC139             | 28 d'agost de 2008     | La Sagra             | La Sagra                                                   |
| 216411 - | 2008 RR51              | 3 de setembre de 2008  | Kitt Peak            | Spacewatch                                                 |
| 216412 - | 2008 RF54              | 3 de setembre de 2008  | Kitt Peak            | Spacewatch                                                 |
| 216413 - | 2008 RR68              | 4 de setembre de 2008  | Kitt Peak            | Spacewatch                                                 |
| 216414 - | 2008 RE94              | 6 de setembre de 2008  | Kitt Peak            | Spacewatch                                                 |
| 216415 - | 2008 SF61              | 20 de setembre de 2008 | Catalina             | CSS                                                        |
| 216416 - | 2008 SD92              | 21 de setembre de 2008 | Kitt Peak            | Spacewatch                                                 |
| 216417 - | 2008 SD100             | 21 de setembre de 2008 | Kitt Peak            | Spacewatch                                                 |
| 216418 - | 2008 SQ106             | 21 de setembre de 2008 | Kitt Peak            | Spacewatch                                                 |
| 216419 - | 2008 SJ172             | 21 de setembre de 2008 | Catalina             | CSS                                                        |
| 216420 - | 2008 SJ272             | 22 de setembre de 2008 | Mount Lemmon         | Mt. Lemmon Survey                                          |
| 216421 - | 1996 RJ27              | 1 d'octubre de 2008    | Sierra Stars         | F. Tozzi                                                   |
| 216422 - | 2008 TJ6               | 3 d'octubre de 2008    | La Sagra             | La Sagra                                                   |
| 216423 - | 2008 TZ135             | 8 d'octubre de 2008    | Kitt Peak            | Spacewatch                                                 |
| 216424 - | 2008 TZ172             | 1 d'octubre de 2008    | Mount Lemmon         | Mt. Lemmon Survey                                          |
| 216425 - | 2007 HT75              | 25 d'octubre de 2008   | Chante-Perdrix       | Chante-Perdrix                                             |
| 216426 - | 2003 UM383             | 17 de novembre de 2008 | Kitt Peak            | Spacewatch                                                 |
| 216427 - | 2008 WT94              | 24 de novembre de 2008 | Sierra Stars         | F. Tozzi                                                   |
| 216428 - | 2008 YN8               | 23 de desembre de 2008 | Nazaret              | G. Muler i J. M. Ruiz                                      |
| 216429 - | 2009 BK23              | 17 de gener de 2009    | Kitt Peak            | Spacewatch                                                 |
| 216430 - | 2005 AG31              | 25 de gener de 2009    | Kitt Peak            | Spacewatch                                                 |
| 216431 - | 2009 BH125             | 31 de gener de 2009    | Kitt Peak            | Spacewatch                                                 |
| 216432 - | 2006 PB40              | 4 de febrer de 2009    | Kitt Peak            | Spacewatch                                                 |
| 216433 - | 2009 DM3               | 19 de febrer de 2009   | Tzec Maun            | E. Schwab                                                  |
| 216434 - | 2006 SW369             | 28 de febrer de 2009   | Socorro              | LINEAR                                                     |
| 216435 - | 2002 GN113             | 22 de febrer de 2009   | Kitt Peak            | Spacewatch                                                 |
| 216436 - | 2004 GY80              | 26 de febrer de 2009   | Catalina             | CSS                                                        |
| 216437 - | 2006 QO156             | 27 de febrer de 2009   | Kitt Peak            | Spacewatch                                                 |
| 216438 - | 1999 UH60              | 27 de febrer de 2009   | Kitt Peak            | Spacewatch                                                 |
| 216439 - | 2009 EV3               | 15 de març de 2009     | Tzec Maun            | L. Elenin                                                  |
| 216440 - | 2009 EU4               | 15 de març de 2009     | La Sagra             | La Sagra                                                   |
| 216441 - | 2009 EO20              | 15 de març de 2009     | La Sagra             | La Sagra                                                   |
| 216442 - | 2009 FG4               | 18 de març de 2009     | Crni Vrh             | Crni Vrh                                                   |
| 216443 - | 2006 QS186             | 18 de març de 2009     | Bergisch Gladbach    | W. Bickel                                                  |
| 216444 - | 2007 RR111             | 19 de març de 2009     | La Sagra             | La Sagra                                                   |
| 216445 - | 2009 FK34              | 21 de març de 2009     | Catalina             | CSS                                                        |
| 216446 - | 2009 FA45              | 25 de març de 2009     | XuYi                 | PMO NEO Survey Program                                     |
| 216447 - | 2007 VS165             | 26 de març de 2009     | Kitt Peak            | Spacewatch                                                 |
| 216448 - | 2007 VP167             | 28 de març de 2009     | Kitt Peak            | Spacewatch                                                 |
| 216449 - | 2008 CE139             | 3 d'abril de 2009      | Cerro Burek          | Cerro Burek                                                |
| 216450 - | 2003 UX91              | 16 d'abril de 2009     | Catalina             | CSS                                                        |
| 216451 - | 2009 HP12              | 19 d'abril de 2009     | Andrushivka          | Andrushivka                                                |
| 216452 - | 2007 XW43              | 16 d'abril de 2009     | Catalina             | CSS                                                        |
| 216453 - | 2004 JQ40              | 17 d'abril de 2009     | Kitt Peak            | Spacewatch                                                 |
| 216454 - | 2000 CG147             | 17 d'abril de 2009     | Kitt Peak            | Spacewatch                                                 |
| 216455 - | 2000 CV34              | 19 d'abril de 2009     | Kitt Peak            | Spacewatch                                                 |
| 216456 - | 2005 GR150             | 19 d'abril de 2009     | Catalina             | CSS                                                        |
| 216457 - | 2006 QX59              | 20 d'abril de 2009     | La Sagra             | La Sagra                                                   |
| 216458 - | 2005 NC85              | 20 d'abril de 2009     | Socorro              | LINEAR                                                     |
| 216459 - | 1998 HY156             | 22 d'abril de 2009     | Kitt Peak            | Spacewatch                                                 |
| 216460 - | 250 T                  | 29 de setembre de 1973 | Palomar              | C. J. van Houten, I. van Houten-Groeneveld, i T. Gehrels   |
| 216461 - | 2008 SK158             | 29 de setembre de 1973 | Palomar              | C. J. van Houten, I. van Houten-Groeneveld, and T. Gehrels |
| 216462 - | 5397 T                 | 30 de setembre de 1973 | Palomar              | C. J. van Houten, I. van Houten-Groeneveld, and T. Gehrels |
| 216463 - | 849 T                  | 17 d'octubre de 1977   | Palomar              | C. J. van Houten, I. van Houten-Groeneveld, and T. Gehrels |
| 216464 - | 1974 PB                | 12 d'agost de 1974     | Palomar              | T. Gehrels                                                 |
| 216465 - | 1995 VV10              | 15 de novembre de 1995 | Kitt Peak            | Spacewatch                                                 |
| 216466 - | 1996 AP8               | 13 de gener de 1996    | Kitt Peak            | Spacewatch                                                 |
| 216467 - | 1996 MZ                | 16 de juny de 1996     | Kitt Peak            | Spacewatch                                                 |
| 216468 - | 1996 XZ23              | 5 de desembre de 1996  | Kitt Peak            | Spacewatch                                                 |
| 216469 - | 1997 CV3               | 3 de febrer de 1997    | Kitt Peak            | Spacewatch                                                 |
| 216470 - | 1997 UG18              | 28 d'octubre de 1997   | Kitt Peak            | Spacewatch                                                 |
| 216471 - | 1997 WK12              | 23 de novembre de 1997 | Kitt Peak            | Spacewatch                                                 |
| 216472 - | 1999 JQ108             | 13 de maig de 1999     | Socorro              | LINEAR                                                     |
| 216473 - | 1999 RM67              | 7 de setembre de 1999  | Socorro              | LINEAR                                                     |
| 216474 - | 1999 RT79              | 7 de setembre de 1999  | Socorro              | LINEAR                                                     |
| 216475 - | 1999 RD110             | 8 de setembre de 1999  | Socorro              | LINEAR                                                     |
| 216476 - | 1999 SC22              | 23 de setembre de 1999 | Ondrejov             | Ondrejov                                                   |
| 216477 - | 1999 TD25              | 3 d'octubre de 1999    | Socorro              | LINEAR                                                     |
| 216478 - | 1999 TP207             | 14 d'octubre de 1999   | Socorro              | LINEAR                                                     |
| 216479 - | 1999 TF237             | 3 d'octubre de 1999    | Catalina             | CSS                                                        |
| 216480 - | 1999 UH25              | 28 d'octubre de 1999   | Catalina             | CSS                                                        |
| 216481 - | 1999 VB33              | 3 de novembre de 1999  | Socorro              | LINEAR                                                     |
| 216482 - | 1999 VZ45              | 3 de novembre de 1999  | Socorro              | LINEAR                                                     |
| 216483 - | 1999 VQ46              | 3 de novembre de 1999  | Socorro              | LINEAR                                                     |
| 216484 - | 1999 VE85              | 6 de novembre de 1999  | Kitt Peak            | Spacewatch                                                 |
| 216485 - | 1999 VB122             | 4 de novembre de 1999  | Kitt Peak            | Spacewatch                                                 |
| 216486 - | 1999 VT123             | 5 de novembre de 1999  | Kitt Peak            | Spacewatch                                                 |
| 216487 - | 1999 VA182             | 9 de novembre de 1999  | Socorro              | LINEAR                                                     |
| 216488 - | 1999 VV186             | 15 de novembre de 1999 | Socorro              | LINEAR                                                     |
| 216489 - | 1999 VE202             | 4 de novembre de 1999  | Socorro              | LINEAR                                                     |
| 216490 - | 1999 XG10              | 5 de desembre de 1999  | Catalina             | CSS                                                        |
| 216491 - | 1999 XT14              | 6 de desembre de 1999  | Socorro              | LINEAR                                                     |
| 216492 - | 1999 XU141             | 10 de desembre de 1999 | Socorro              | LINEAR                                                     |
| 216493 - | 1999 YY15              | 31 de desembre de 1999 | Kitt Peak            | Spacewatch                                                 |
| 216494 - | 2000 AH51              | 4 de gener de 2000     | Socorro              | LINEAR                                                     |
| 216495 - | 2000 AJ201             | 9 de gener de 2000     | Socorro              | LINEAR                                                     |
| 216496 - | 2000 AQ212             | 6 de gener de 2000     | Kitt Peak            | Spacewatch                                                 |
| 216497 - | 2000 AY221             | 8 de gener de 2000     | Kitt Peak            | Spacewatch                                                 |
| 216498 - | 2000 BH1               | 26 de gener de 2000    | Kitt Peak            | Spacewatch                                                 |
| 216499 - | 2000 CJ22              | 2 de febrer de 2000    | Socorro              | LINEAR                                                     |
| 216500 - | 2000 DD118             | 26 de febrer de 2000   | Kitt Peak            | Spacewatch                                                 |